# 名古屋市立おりべ幼稚園
名古屋市立おりべ幼稚園（なごやしりつ おりべようちえん）は、愛知県名古屋市北区織部町にある公立幼稚園である。

## 沿革
- 1978年（昭和53年）4月 - 2年保育6学級の幼稚園として設置される[1]。
- 1990年（平成2年）度 - 入園者減少に伴い、全4学級に減級される[1]。
- 1993年（平成5年）4月 - 3歳児学級1学級が新設され、全5学級となる[1]。
- 1999年（平成11年）度 - 各学年1学級ずつに減級される[1]。

### 歴代園長
括弧内は着任年月日。
1. 山本宏子（1978年4月1日）[2]
2. 成田敦子（1985年4月1日）[2]
3. 渡辺れい子（1988年4月1日）[2]
4. 加藤和子（1994年4月1日）[3]
5. 小澤弘子（1996年4月1日）[3]
6. 近藤昌子（1998年4月1日）[3]

## 教育目標
教育目標として以下の4点を掲げ、その育成を目指している。
- 健康で明るく、活力ある子ども[4]
- 友達の良さを分かり合い、力を合わせて生活する子ども[4]
- よく考え、最後までがんばり、学び創り出す力をもつ子ども[4]
- 豊かな表現力と感性を持つ子ども[4]

## 園の行事
| - 4月 - 5月 地下鉄を利用して、名城公園への遠足 - 6月 地下鉄を利用して、プラネタリウム（名古屋市科学館）遠足・交流運動会 | - 7月 - 8月 - 9月 | - 10月 自然体験・地下鉄を利用して東山動植物園への遠足 - 11月 愛知県森林公園への遠足・教育祭（名古屋市博物館）の見学 - 12月 | - 1月 - 2月 - 3月 お別れ遠足・小学校見学 |

## 交通
園は、交通至便の立地であり、積極的に交通機関を利用し、園近隣では難しい自然体験などを行わせているという。
- 名古屋市営地下鉄上飯田線・名鉄小牧線 上飯田駅より約500m[6]
- 名古屋市営地下鉄上飯田線・名城線 平安通駅より約600m[6]
- 名古屋市営地下鉄名城線 志賀本通駅より約800m[6]
- 名古屋市営バス 御成通三丁目停留所より約200m[6]